# هيلين فيشر (ملحنة)
هيلين فيشر (بالإنجليزية: Helen Fisher)‏ هي ملحنة نيوزيلندية، ولدت في 1942 في نيوزيلندا.